# 英雄の娘として生まれ変わった英雄は再び英雄を目指す
『英雄の娘として生まれ変わった英雄は再び英雄を目指す』（えいゆうのむすめとしてうまれかわったえいゆうはふたたびえいゆうをめざす）は、鏑木ハルカによる日本のライトノベル。カクヨムでは2016年から2020年まで連載され、小説家になろうでは2017年から2020年まで連載された。第2回カクヨムWeb小説コンテスト異世界ファンタジー部門特別賞を受賞、書籍化され角川スニーカー文庫（KADOKAWA）より2018年2月から2023年11月まで刊行された（6巻以降は電子書籍版のみの刊行）。イラストは5巻までは晃田ヒカが担当し、6巻からはカバーイラストを晃田が、口絵・本文イラストを言寺あまねが担当している。また言寺あまねの作画によるコミカライズが『ComicWalker』（KADOKAWA）で2018年9月から2020年11月まで連載された。
同じ世界観の作品として『破戒眼（）のユーリ〜最強師弟の不思議な関係〜』『半竜少女の奴隷ライフ』が小説家になろう・カクヨムにて公開されており、たびたび作中にキャラクターたちが登場する。『破戒眼（）のユーリ〜最強師弟の不思議な関係〜』は今作品の約千年前、『半竜少女の奴隷ライフ』は約五百年前を描いた作品である。

## 登場人物
レイド／ニコル
主人公。六英雄の一人であり、半魔神の暗殺者。教会の子供達を守るために魔神と対峙し、命を落とす。その後マリアの転生魔法により生まれ変わり、かつての仲間であるライエルとマリアの娘のニコルとして生を受ける。
ライエル
六英雄の一人。邪竜コルキスを討伐後、マリアと結婚する。
マリア
六英雄の一人。邪竜コルキスを討伐後、ライエルと結婚する。
コルティナ
六英雄の一人。
マクスウェル
六英雄の一人。
ガドルス
六英雄の一人。
フィニア
ライエルとマリアに仕えるメイド。かつて教会でレイドに助けられ、彼を慕う。

## 既刊一覧

### 小説
- 鏑木ハルカ（著）・晃田ヒカ（1-5巻イラスト、6-10巻カバーイラスト）・言寺あまね（6-10巻口絵・本文イラスト） 『英雄の娘として生まれ変わった英雄は再び英雄を目指す』KADOKAWA〈角川スニーカー文庫〉、全10巻（※6巻以降は電子書籍版のみ）
  1. 2018年2月1日発売[3]、ISBN 978-4-04-106676-8
  2. 2018年6月1日発売[4]、ISBN 978-4-04-106679-9
  3. 2018年10月1日発売[5]、ISBN 978-4-04-107465-7
  4. 2019年4月1日発売[6]、ISBN 978-4-04-107974-4
  5. 2019年11月1日発売[7]、ISBN 978-4-04-108801-2
  6. 2021年6月1日配信[8]
  7. 2021年10月29日配信[9]
  8. 2022年12月1日配信[10]
  9. 2023年6月30日配信[11]
  10. 2023年11月1日配信[12]

### 漫画
- 言寺あまね（漫画）・鏑木ハルカ（原作）・晃田ヒカ（キャラクター原案）『英雄の娘として生まれ変わった英雄は再び英雄を目指す』KADOKAWA〈MFコミックス〉、全4巻
  1. 2019年4月1日発売[13]、ISBN 978-4-04-065706-6
  2. 2019年11月1日発売[14]、ISBN 978-4-04-064139-3
  3. 2020年6月1日発売[15]、ISBN 978-4-04-064714-2
  4. 2020年12月1日発売[16]、ISBN 978-4-04-680029-9